# Zongwei Sun
Zongwei Sun  ou Souen Tsong-wei ou Sun Tsung-Wei (孫宗慰) est un peintre de compositions religieuses, traditionnel, chinois du XXe siècle né en 1912 dans la province de Jiangsu (province côtière chinoise située directement au nord de Shanghai). Il est mort en 1979.

## Biographie
Disciple de Xu Beihong, Zongwei Sun passe dix ans en Europe et devient assistant dans le département des Beaux-Arts de l'Université Nationale Centrale de Nankin.

Comme d'autres élèves de Xu Beihong, il commence par tomber dans la virtuosité technique, qui est le propre de l'école de Nankin.

Il fait toutefois exception car il retourne vers un style plus traditionnellement chinois et se spécialise dans les sujets bouddhiques. En 1940, il participe aux copies des fresques de Dunhuang.